# William Ruto

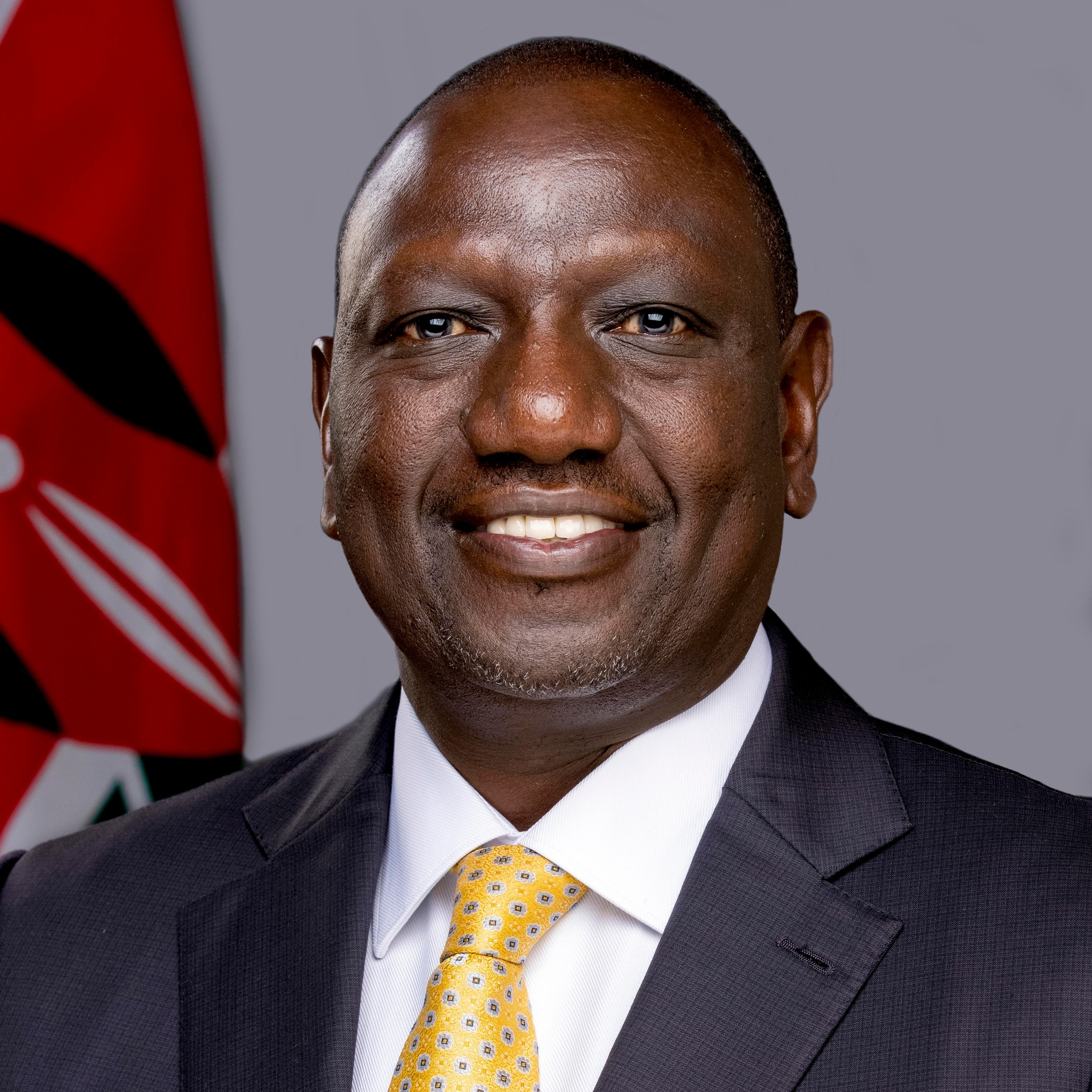
William Ruto, 2022

William Kipchirchir Samoei Arap Ruto (* 21. Dezember 1966 in Kamagut) ist ein kenianischer Politiker (UDA). Er ist seit dem 13. September 2022 der fünfte Präsident der Republik Kenia. Er ist zudem Parteichef der UDA, seit diese sich 2020 von der früheren PDR umbenannt hat.
Er war zuvor in mehreren Kabinetten tätig, unter anderem von August bis Dezember 2002 als Innenminister, von 2008 bis 2010 als Landwirtschaftsminister und von April bis Oktober 2010 als Minister für Hochschulbildung. Er gehört den Kalendjin an, der drittgrößten Ethnie in Kenia.

## Leben

### Bildung
Ruto besuchte zunächst die Kerotet Primary School, dann die Wareng Secondary School und die Kapsabet Boys High School im Bezirk Nandi, wo er die Grundschule, die Ordinary Level und die Advanced Level absolvierte.
Anschließend schrieb er sich an der University of Nairobi ein, um Botanik und Zoologie zu studieren, was er 1990 mit einem Bachelor of Science in beiden Fächern abschloss. Zudem wurde er am 21. Dezember 2018 im Fach Pflanzenökologie an der University of Nairobi promoviert.

### Politische Karriere
Ruto unterstützte bei den Präsidentschaftswahlen von 1992 Daniel arap Moi. Er wurde Mitglied der Kenya African National Union (KANU). Er bewarb sich 2006 um die Nominierung zum Präsidentschaftskandidaten des Orange Democratic Movement (ODM), landete jedoch bei der Vorwahl nur auf dem dritten Platz.
Von 2008 bis 2010 war er Agrarminister, dann Bildungsminister unter dem Ministerpräsidenten Raila Odinga. Er vertrat zusammen mit dem früheren Präsidenten Daniel arap Moi das Nein-Lager beim Verfassungsreferendum vom 4. August 2010, verlor aber den Abstimmungskampf.
Am 9. April 2013 wurde er zum kenianischen Vizepräsidenten vereidigt. Bei der Präsidentschaftswahl am 9. August 2022, bei der Amtsinhaber Kenyatta nicht mehr antreten durfte, kandidierte Ruto für seine Nachfolge.

### Anklagen des Internationalen Strafgerichtshofes
Am 8. März 2011 wurde von der Vorverfahrenskammer des Internationalen Strafgerichtshofs die Vorladung für William Ruto bestätigt. Sie bestätigte am 24. Januar 2012 die Anklageschrift, wonach Ruto zu Mord, Vertreibung und Verfolgung angestiftet habe. Laut der Anklage des IStGH wurden bei den politischen Unruhen in Kenia 2007/2008 über 1.100 Personen getötet und über eine halbe Million Personen gewaltsam vertrieben.
Am 10. September 2013 konnte das Hauptverfahren in Anwesenheit von Ruto in Den Haag eröffnet werden. Wegen des Überfalls auf das Westgate-Einkaufszentrum in Nairobi wurde das Verfahren am 23. September 2013 kurzfristig unterbrochen und am 2. Oktober 2013 wieder aufgenommen.
An 157 Verhandlungstagen hörte das Gericht 30 Zeugen der Anklage an. Am 5. April 2016 entschied die Kammer V des IStGH mit 2 zu 1 Stimmen, das Verfahren gegen William Ruto und den Mitangeklagten, den früheren Radiomoderator Joshua Arap Sang, vorerst einzustellen. Ein faires Verfahren sei wegen politischer Einflussnahme nicht möglich, weil nachgewiesenermaßen mindestens 16 der insgesamt 42 Zeugen der Anklage im Verlauf des Verfahrens aufgrund von Drohungen oder Bestechung ihre Bereitschaft zur Aussage zurückgezogen hatten.

### Präsidentschaftswahlen 2022
Ruto trat bei den Präsidentschaftswahlen 2022 für die United Democratic Alliance an. Er führte seine Partei UDA zu einer Koalitionsvereinbarung mit der Kenya Kwanza Allianz im Vorfeld der kenianischen Wahlen von 2022. Ruto hat sich als Außenseiter innerhalb der Regierung um die Präsidentschaft beworben, nachdem er vom Establishment gemieden wurde. Der damalige amtierende Präsident Uhuru Kenyatta hatte sich entschieden, seinen ehemaligen Gegenkandidaten Raila Odinga zu unterstützen, der als Oppositionsführer mit der Unterstützung des Staatsapparats in seinen fünften Anlauf auf die Präsidentschaftswahlen ging.
Nach der Auszählung der Stimmen wurde er vom Vorsitzenden der unabhängigen Wahlkommission als Gewinner der Wahl verkündet. Auf ihn seien 50,49 Prozent der Stimmen entfallen. Allerdings erklärten kurz vor der Verkündung vier der sieben Kommissionsmitglieder, dass sie das Ergebnis aufgrund von Ungereimtheiten nicht mittragen können. Laut der stellvertretenden Vorsitzenden der Kommission sind rund 140.000 Stimmen mehr abgegeben worden, als Wähler registriert waren. Nach der Verkündung des Resultates kam es zu Tumulten in Nairobi. Sein Hauptkonkurrent Raila Odinga hat die von der IEBC bekannt gegebenen Ergebnisse der Präsidentschaftswahlen angefochten und sich an den Obersten Gerichtshof, The Supreme Court of Kenya, gewandt, um die Erklärung von William Ruto zum gewählten Präsidenten anzufechten. Am 5. September 2022 entschieden die Richter des Obersten Gerichtshofs einstimmig, die Wahl von William Ruto zum Präsidenten zu bestätigen. Der Oberste Gerichtshof gab nur eine Kurzfassung seines Urteils bekannt. Eine ausführliche Begründung des Urteils solle innerhalb von 21 Tagen nach dem ersten Urteil veröffentlicht werden. Am 13. September 2022 wurde Ruto in der Hauptstadt Nairobi zum 5. Präsidenten der Republik Kenia vereidigt.

### Amtszeit als Präsident (2022-)
Nach seinem Amtsantritt begann Ruto mit der Umsetzung seines Wahlkampfplans, der Bottom-Up Economic Transformation Agenda (BETA). Dieser Plan beinhaltet die Umsetzung von politischen Maßnahmen und Strukturreformen sowie die Förderung von Investitionen in fünf Schlüsselbereichen. Die Regierung Ruto geht davon aus, dass diese fünf Säulen die größten Auswirkungen auf die untersten Ebenen der Wirtschaft haben werden. Die fünf Pfeiler seines Plans sind: Transformation der Landwirtschaft und inklusives Wachstum, Transformation der Wirtschaft von Kleinst-, Klein- und Mittelunternehmen (KKMU), Wohnen und Siedlungswesen, Gesundheit, digitaler Superhighway und Kreativwirtschaft.
William Ruto verfolgt eine ambitionierte Klimapolitik, die Kenia zu einem Vorreiter in Afrika machen soll. Er sieht den Klimawandel als Chance für wirtschaftliche Entwicklung und setzt stark auf erneuerbare Energien. Bereits über 90 % des kenianischen Stroms stammen aus erneuerbaren Quellen wie Geothermie, Solar- und Windenergie. Ruto will diese Sektoren weiter ausbauen und internationale Investitionen fördern. Im Rahmen des afrikanischen Klimagipfels in Nairobi forderte er eine gerechtere Klima-Finanzierung. Er hat zudem Industrieländer dazu aufgefordert, ihre finanziellen Zusagen einzuhalten, um den globalen Süden im Kampf gegen die Klimakrise zu unterstützen. Ein weiterer Schwerpunkt liegt auf der klimafesten Landwirtschaft, um Kenia besser gegen Dürreperioden zu wappnen. Ruto betont die Notwendigkeit internationaler Partnerschaften, um technologische und finanzielle Ressourcen zu mobilisieren.
Am 8. November 2022 haben Deutschland und Kenia eine Klima- und Entwicklungspartnerschaft auf den Weg gebracht. Während der Weltklimakonferenz in Sharm El-Sheikh unterzeichneten Jochen Flasbarth, Staatssekretär im Bundesministerium für wirtschaftliche Zusammenarbeit und Entwicklung, und der kenianische Außenminister Alfred Mutua eine entsprechende Roadmap. Die Unterzeichnung erfolgte in Anwesenheit von Bundeskanzler Olaf Scholz und Präsident William Ruto.
Am 11. Juli 2024 entließ er mit sofortiger Wirkung fast sein ganzes Kabinett (nur sein Vizepräsident und der Außenminister blieben im Amt) und den Generalstaatsanwalt.
Zuvor hatte es heftige Proteste gegeben; diese richteten sich gegen ein umstrittenes Steuergesetz, Rutos Amtsführung, Korruption und Verschwendung öffentlicher Gelder. Demonstranten stürmten dabei auch das Parlament und setzten es in Brand. Auch in anderen kenianischen Städten kam es zu Zusammenstößen. Mindestens 39 Menschen starben, als Polizisten unter anderem mit scharfer Munition auf Demonstranten schossen.

## Privates
William Ruto ist mit Rachel Ruto (* 20. November 1969) verheiratet. Sie wuchs im Kakamega County auf. Später erlangte sie einen Bachelor of Education von der Kenyatta University und an der Catholic University of Estern Africa einen Master of Arts.
Sie heirateten 1991 und haben sechs Kinder. Ruto hat sich als evangelikaler Christ bezeichnet.